# Menhir de Méjanesse
Le menhir de Méjanesse, appelé aussi Pierre des Plaines des Landais ou Pierre des Quatre Curés (des Quatre Cures, des Quatre Paroisses) est situé à  Tauves dans le département du Puy-de-Dôme.

## Protection
L'édifice a fait l’objet d’un classement au titre des monuments historiques en 1976.

## Description
Le menhir est en basalte. Il mesure 2,20 m de hauteur et environ 0,50 m de largeur à la base. C'est un parallélépipède à cinq faces au sommet arrondi et aux surfaces à peu près planes. Les faces sud-est et sud-ouest présentent des concavités naturelles.

## Historique
La pierre a servi de borne de délimitation entre quatre paroisses, d'où ses différentes appellations de «Pierre des Quatre Curés, Pierre des Quatre Cures, Pierre des Quatre Paroisses».